# 百里

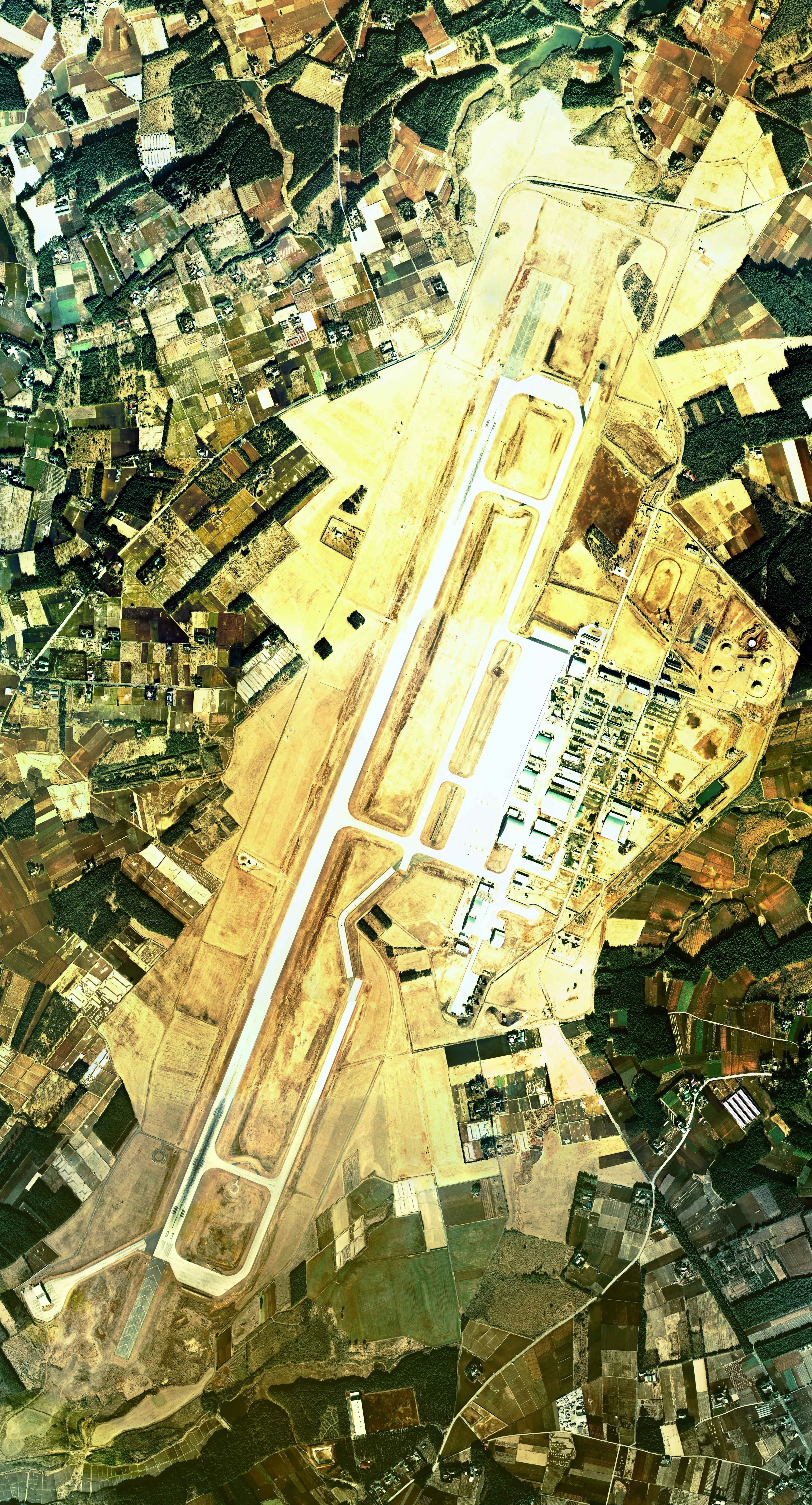
航空モザイク写真 (1974)。百里の範囲は飛行場敷地と大まかに一致。

百里（ひゃくり）は、茨城県小美玉市の大字。郵便番号は 311-3415。地域の大半を百里飛行場（百里基地・茨城空港）が占める。

## 歴史
もともと、行方・鹿島・東茨城3郡にわたって広がる森林が、百里原と呼ばれていた。江戸時代は水戸藩南領で、御立山として保全されていた。しかし廃藩置県にともない払い下げられ、その後大正末まで、東京へ燃料を供給し続けた。
百里と言う名の由来は諸説あり、
- 江戸時代の水戸藩主が、九十九里浜に対抗して名づけた[5]。
- この地をとおり水戸と潮来を結んでいた百里海道から名付けた（この時代、1里 = 約650m）[5]。

と言われる。
- 1937年 - 百里ヶ原海軍飛行場が開設したが、戦後1945年から農地化した。
- 1954年 - 大字上合、大字下吉影の各一部より大字百里が新設された。
- 1966年 - 旧海軍飛行場の跡地に航空自衛隊百里基地が再建された。
- 2010年 - 百里基地が民間共用化され、茨城空港が営業開始した。

## 世帯数と人口
2017年（平成29年）8月1日現在の世帯数と人口は以下の通りである。
| 大字 | 世帯数  | 人口  |
| ---- | ------- | ----- |
| 百里 | 621世帯 | 624人 |

## 交通
- 茨城県道360号[6]